# Embaixada do Chipre em Lisboa
A Embaixada de Chipre em Lisboa é a principal missão diplomática do Chipre em Portugal, na capital Lisboa. Está situada na Av. da Liberdade.
Atualmente, o embaixador do Chipre em Lisboa é o Elpidoforos Economou.